# Teurthéville-Bocage
Teurthéville-Bocage é uma comuna francesa na região administrativa da Normandia, no departamento Mancha. Estende-se por uma área de 21,79 km². Em 2010 a comuna tinha 598 habitantes (densidade: 27,4 hab./km²).